# Network Q RAC Rally
Network Q RAC Rally (Rally en los Estados Unidos) es un videojuego de carreras de rally que forma parte de la serie Rally Championship. El juego fue lanzado para MS-DOS en noviembre de 1993. Fue desarrollado por el estudio británico Pixelkraft y publicado por Europress Software, cinco años después de que Europress publicara el juego Lombard RAC Rally, desarrollado por Red Rat Software. Una secuela fue lanzada en 1996, llamada Network Q RAC Rally Championship.

## Jugabilidad
El jugador compite en él como piloto en la ruta Rally de Gran Bretaña. El juego incluye 35 etapas de edición especial del 1993 con superficies variables (incluyendo asfalto y pistas forestales). También hay un clima variable: sol, lluvia y nieve Se incluyen cinco autos en el juego: Subaru Impreza, Ford Escort, Toyota Celica, Lancia Delta Integrale y Mitsubishi Lancer.
El jugador tiene a su disposición entrenamiento y competición durante todo el rally. Los desarrolladores incluyeron un sistema de daños al automóvil que hace que un automóvil excesivamente dañado se retire del rally, pero este sistema se puede desactivar. Antes de cada etapa especial, el jugador tiene la oportunidad de elegir neumáticos y reparar piezas individuales, con un límite de tiempo.

## Recepción
Computer Gaming World en marzo de 1994 informó que los gráficos de Rally eran "fuertes" y que "la conducción nocturna es la mejor en cualquier simulación de carreras". La revista aprobó el uso de la jerga de carreras por parte de la voz del navegante. En otra parte del número, la revista dijo que el juego "podría ser una experiencia divertida para los deportes de rally serios, pero los fanáticos de las carreras que se han acostumbrado a los simuladores de conducción más detallados probablemente seguirán corriendo". En abril de 1994, la revista declaró que "'Rally' simplemente no es la mejor opción en el departamento de realismo". Citando la falta de detección de colisiones, controles "tanto descuidados como demasiado sensibles", choques repetidos, falta de drafting, repeticiones o ángulo de cámaras, y la competencia  IndyCar Racing y World Circuit, la revista concluyó que "los corredores acérrimos querrán buscar en otra parte antes de considerar Rally".